# Harira

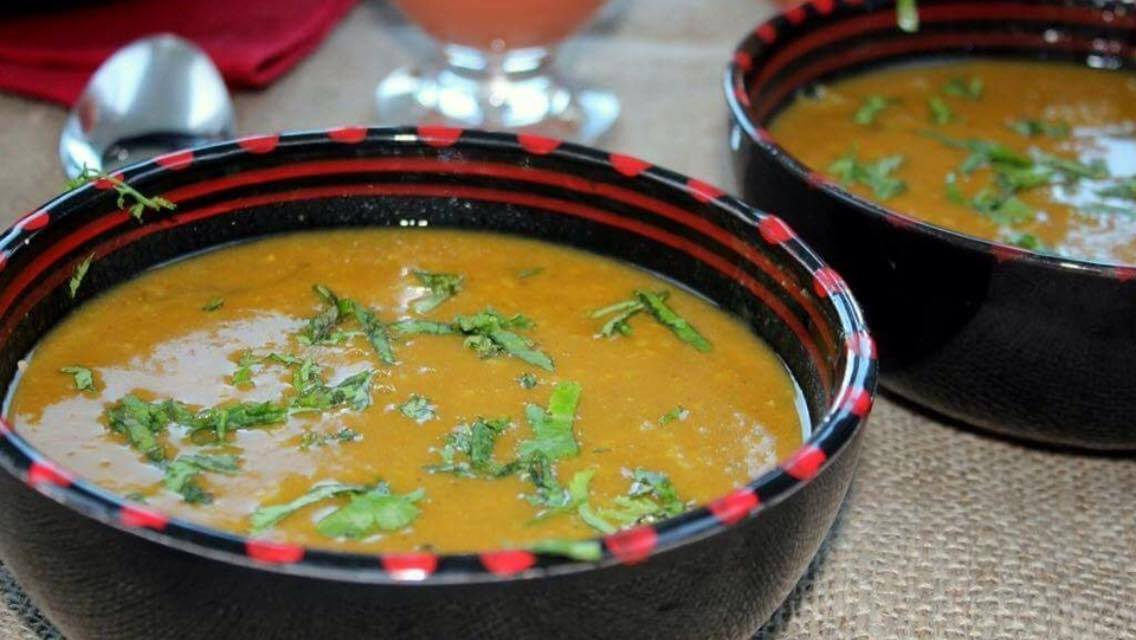
Harira

Harira (arabisch حريرة, DMG ḥarīra) ist eine traditionelle algerisch-marokkanische Suppe und ist in beiden Ländern sehr verbreitet. Nach Sonnenuntergang, wenn im Fastenmonat Ramadan die Gläubigen wieder Speisen und Getränke zu sich nehmen dürfen, ist Harira typischerweise ein Bestandteil des Mahls, oft sogar das erste Essen seit dem Morgen.
Die Hauptzutaten sind Kichererbsen oder Linsen, Tomaten, Zwiebeln und Rindfleisch, zudem frische Kräuter, vor allem Koriandergrün und Petersilie. Gewürzt wird meist mit Pfeffer, Ingwer, Kreuzkümmel, Selleriegrün, Kurkuma und manchmal auch Safran oder Zimt. Serviert wird die Harira oft mit Zitronenstücken zum Selbstwürzen sowie mit gekochten Eiern. Es gibt auch Varianten mit Lammfleisch und weißen Bohnen sowie vegetarische Variationen.
Auch außerhalb des Ramadan ist sie häufig Bestandteil eines Gastmahls. Ebenfalls nicht unüblich – wie bei anderen Suppen des arabischen Raums auch – ist es, einen Teller Harira zum Frühstück zu sich zu nehmen.